# Vourkári
Vourkári, en grec moderne : Βουρκάρι, est un village de l'île grecque de Kéa dans les Cyclades en Grèce.
Selon le recensement de 2011, la population du village compte 121 habitants.